# Deinopis cylindracea
Deinopis cylindracea är en spindelart som beskrevs av Carl Ludwig Koch 1846. Deinopis cylindracea ingår i släktet Deinopis och familjen Deinopidae.
Artens utbredningsområde är Colombia. Inga underarter finns listade i Catalogue of Life.